# Сърнино (област Смолян)
 За другото българско село вижте Сърнино (Област Добрич).  
Сърнино е село в Южна България. То се намира в община Смолян, област Смолян.

## География
Село Сърнино се намира в планински район.